# Macrozamia fraseri

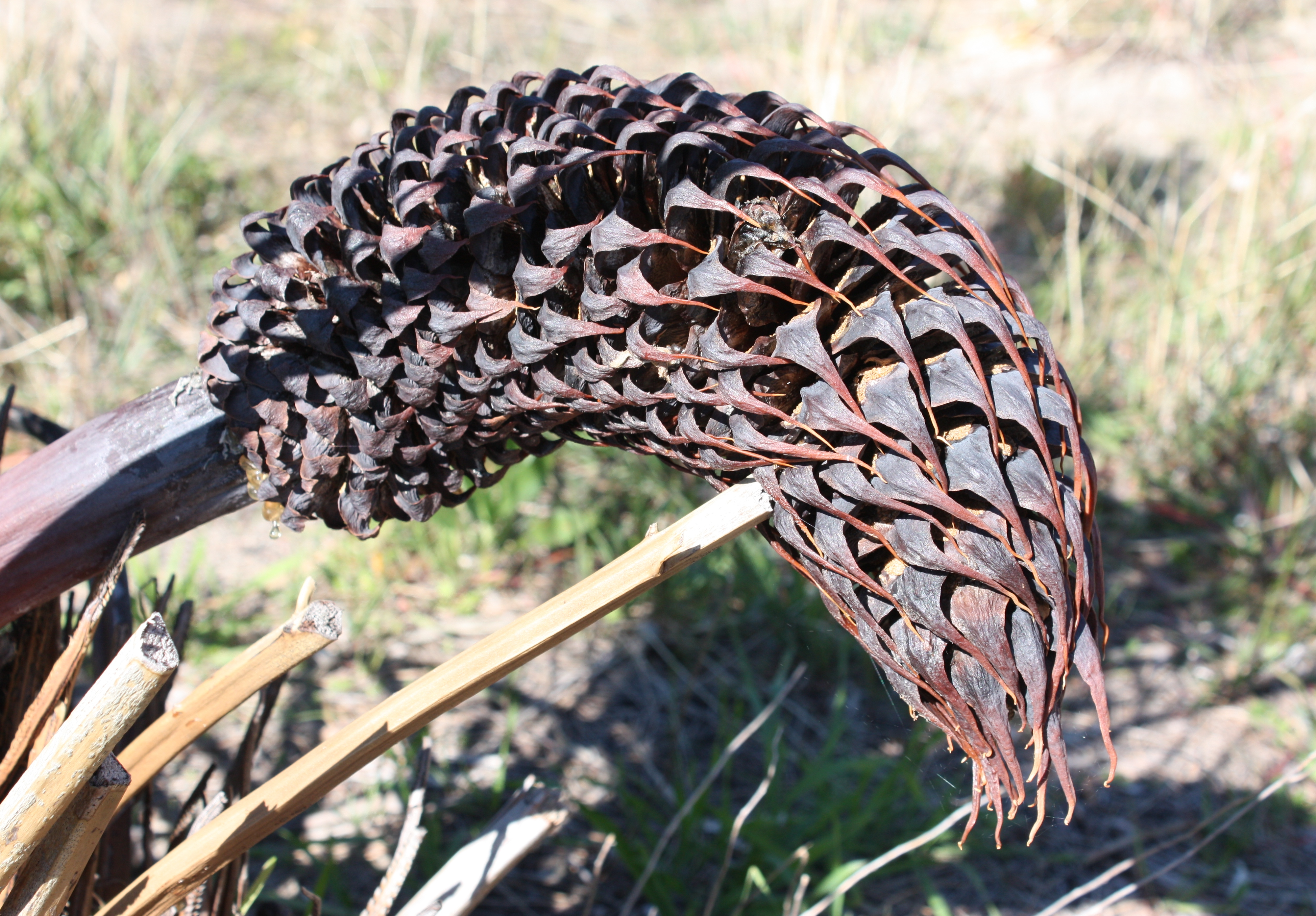
cono cerrado

Macrozamia fraseri es una especie de planta en la familia Zamiaceae. Es originaria del sudoeste de Western Australia, y se encuentra restringida a los suelos arenosos de  Swan Coastal Plain y Geraldton Sandplains.  El rango de Macrozamia fraseri coincide con el de Macrozamia riedlei.
Macrozamia fraseri es típica en las cícadas al ser de crecimiento lento, de hoja perenne y dioica. El tronco de las plantas con la edad pueden llegar a tener más de un metro de altura, con una superficie quemada por los incendios forestales del pasado.

## Propiedades
Macrozamia fraseri contiene glucósidos venenosos conocidos como  cycasins.

## Sinonimia
- Encephalartos douglasii F. Muell
- Encephalartos oldfieldii Miq.
- Macrozamia preissii Lehm.,
- Zamia cycadifolia S. Brunn.